# 羅先市
羅先市（朝鲜语：／ Rasŏn-si */?）是朝鲜民主主义人民共和国位於中华人民共和国、俄罗斯邊境的特別市，為原來的羅津市及比鄰的先鋒郡合併而成。
羅津及先鋒原属于咸镜北道，该特别市与中華人民共和國、俄罗斯联邦接壤。1994年联合国开发计划署领导的图们江地域开发项目下，朝鲜政府设立罗津-先锋经济贸易地帶，罗津-先锋直轄市成立。2000年8月改名为罗先。到了2005年，羅先再次編入咸镜北道，並成為特級市。2006年9月再度升格為直轄市。2010年1月4日，羅先再次脫離咸镜北道，並成為特別市。
罗津港自古以来是天然良港，鑑於對外開放的實驗田，這裡每年夏天许多中国與外國遊客從邊境前往觀光，本來相對平壤行程，羅先市只作為相對小眾的旅遊地，然而因疫情邊界全面關閉，而且朝方在2024年恢復對俄羅斯人旅遊後，近一年間也遲遲未對中國與外國旅客開放，故此處成為除俄籍旅客（可到訪平壤）外，疫後首個國際旅客的開放地。

## 地理

### 位置范围
羅先市的北方与中華人民共和國吉林省延边朝鲜族自治州珲春市和俄罗斯滨海边疆区隔图们江相望。面積約746平方公里。

### 地质地貌
海岸線長約56公里；有8個海灣；10個地岬。境內西部的松真山的最高峰是1,146公呎。
- 離島：共有11個離島。
  - 卵島：設有導航燈塔，與先鋒區域的牛岩是海鳥和海豹的保育地域。
  - 小草島與大草島跟朝鮮半島之間有海堤連接。

### 水系
湖泊：
- 西藩浦：面積：16.12平方公里；岸週：41.2公里。
- 東藩浦：面積：3.61平方公里；岸週：9.5公里。
- 晚浦：面積：8.55平方公里；岸週：11.5公里。

溫泉：
- 青鶴溫泉
- 松真山溫泉：流量每天2,000,000公升。

### 氣候
温带季风气候，夏季高温多雨，冬季寒冷干燥。
- 全年平均氣溫：攝氏6.3度；春季1月份平均氣溫：攝氏-8.8度；夏季8月份平均氣溫：攝氏20.9度。
- 全年降雨量：770毫米。
- 平均相對濕度：70%。

## 政治

### 历任党委责任书记
- 申永铁

## 工業
- 設有多個工業區：豆滿江、洪儀、雄尚、白鶴、寬谷、先雄、雲泉。
- 在「先鋒群」一帶建了有數千噸生產能力的「先進基礎食品廠」，並改建了「先鋒出口水產事業所」；在「羅津群」有「羅津出口服裝廠」及「先鋒出口服裝廠」等企業。
- 羅先市在工礦企業、機關及民宅裡設置新型無動力鍋爐，厲行節約許多電力及煤，保障在冬季時的取暖。

## 電話區號
朝鮮國碼：850；羅先市區碼：08

## 對外交通
- 公路
  - 「元汀橋」接連中華人民共和國吉林省延邊朝鮮族自治州琿春市。
  - 羅津－会宁（80公里）
  - 羅津－清津 (80公里）
  - 先鋒－豆滿江（9公里）
  - 羅津－Seappyol（110公里）

- 鐵路：
  - 平羅線和咸北線連通朝鮮各地。
  - 洪儀線和豆滿江線端點的「友誼橋」接連俄羅斯濱海邊疆區的哈桑區之克拉斯基諾鎮。

- 航空
  - 屈浦里附近設有直昇機坪。
  - 可使用朝鮮咸鏡北道漁郎郡清津機場。
  - 另外亦可以使用中國的吉林省之延吉市的朝陽川機場，該機場距離羅先市約88公里。

## 觀光熱點
- 大草島：羅津港的外孤島，這裡是觀鳥的天堂。
- 琵琶海水浴場：位於羅津港的東部約13公里、先鋒港的東南部約6公里，它是朝鮮半島東北部的著名海水浴場，風景秀麗。
- 屈浦里西浦項遺跡：位於先鋒港的東北部約16公里的東北山麓，從舊石器時代至新石器時代，超過10多萬年前的青銅器時代的古人類歷史遺址。
- 牛岩：它是一個離岸孤島，被列為海鳥和海豹(Seal)的保育地區。
- 西藩浦：位於「屈浦里」的東北部約3公里，它是朝鮮半島最大的內陸鹹水湖泊，面積：16.12平方公里；岸週：41.2公里。
- 羅先劇場：建築面積約120,000多平方公呎，設有1,500多個座位。
- 觀光飯店：
  - The Imperial Hotel(特級)；
  - 由 香港英皇集團 營運
  - 羅津飯店(一級)：位於羅津灣的東部，設有98幢客房；
  - 琵琶飯店(二級)：位於「松真山」的東北麓，設有36幢客房；
  - 琵琶觀光飯店(三級)：位於「琵琶飯店」的旁邊，設有59幢客房；
  - 南山飯店(三級)：位於羅津市中心，設有30幢客房；
  - 先鋒飯店(三級)：位於先鋒市中心，設有52幢客房；
  - 牛岩山飯店(四級)：位於先鋒市中心，設有24幢客房。